# 셰인 유먼
셰인 드몬드 유먼(영어: Shane Demond Youman, 1979년 10월 11일 ~ )는 미국의 전 야구 선수이자, 전 멕시칸 리그 레오네스 데 유카탄의 투수, 현 아칸소 주립 대학교 야구부의 투수코치이다. 구사하는 구종은 포심, 속구, 슬라이더, 체인지업이다. 베이스볼 레퍼런스에 따르면 커브도 구사하는 것으로 알려져 있다.

## 선수 시절

### 미국 프로야구 시절
2001년에 피츠버그 파이리츠에 입단하였다.

### 대만 프로야구 시절
2011년에 Lamigo 몽키스에 입단하였다.

### 한국 프로야구 시절

#### 롯데 자이언츠시절
크리스 부첵의 자리를 대신해 2012년 1월 2일에 계약금 10만 달러, 연봉 20만 달러에 계약을 맺었다. 당시 팀 소속이었던 장원준의 경찰 야구단 입대 공백을 메꾸기 위해 그를 영입했다.
2012년 4월 29일 LG 트윈스와의 경기에서 무사사구 완봉승을 거뒀다. 이는 2012년 KBO 리그 첫 완봉승이기도 했다.
2012년 8월 9일 LG 트윈스와의 경기에서 8이닝 선발 전원 탈삼진(11탈삼진), 1실점을 기록하며 팀내 좌완 외국인 투수로서 첫 두 자릿수 승을 달성했다.
2012년 8월 25일 두산 베어스와의 경기에서 8이닝 1실점만을 기록해 2위 탈환에 성공했다. 하반기 팀의 상승세를 이끌었고, 시즌 후 재계약했다.
2014년 시즌 후 결별했다. 2015년 시즌에는 그를 대신해 조쉬 린드블럼이 영입됐다.
한편,  2011년 LG 유니폼을 입은 주키치가 이 해 10승을 기록하여 좋은 활약을 펼치자 롯데가 영입했는데 롯데는 본인(유먼)에 앞서 2011년 히로시마 재적 당시 6승 10패 ERA 5.07에 그쳐 재계약에 실패했으나 구위 면에서 좋은 평가를 받았던 에릭 스털츠를 영입할 뻔했지만 막판 틀어졌으며 스털츠는 2011년 시즌 도중 퇴출된 가코 대체 외국인 선수 물망에 올랐으나 좌절됐고 코리가 같은 해 시즌 도중 퇴출될 당시 롯데가 스털츠 측과 상당 부분 합의를 이뤘다.
하지만, 마침 스털츠가 콜로라도로 트레이드되었고 새 기회를 노리던 스털츠와 그 가족들의 한국행 난색 표명으로  부첵을 데려왔는데 롯데는 2011년 코리 부첵이 둘 다 합하여 8승 밖에 올리지 못했다.

#### 한화 이글스시절
2014년 12월 5일에 계약을 체결하였다. 2015년 7월 23일 어깨 부상으로 2군에 내려간 후, 그 다음 날인 7월 24일에 방출됐다. 그의 대체 선수로는 에스밀 로저스가 영입됐다.

### 멕시코 프로야구 시절
2016년에 레오네스 데 유카탄에 입단하였다.

## 야구선수 은퇴 후
2023년부터 아칸소 주립 대학교 야구부의 투수코치로 활동한다.

## 통산 기록
| 연도   | 소속  | 평균자책 | 경기 | 완투 | 완봉 | 승 | 패 | 세이브 | 홀드 | 승률  | 타자 | 이닝    | 피안타 | 피홈런 | 볼넷 | 사구 | 탈삼진 | 실점 | 자책점 |
| ------ | ----- | -------- | ---- | ---- | ---- | -- | -- | ------ | ---- | ----- | ---- | ------- | ------ | ------ | ---- | ---- | ------ | ---- | ------ |
| 2012년 | 롯데  | 2.55     | 29   | 2    | 1    | 13 | 7  | 0      | 1    | 0.650 | 726  | 179 2/3 | 156    | 10     | 56   | 1    | 142    | 58   | 51     |
| 2013년 | 롯데  | 3.54     | 31   | 0    | 0    | 13 | 4  | 0      | 0    | 0.765 | 829  | 193 1/3 | 186    | 19     | 78   | 5    | 141    | 81   | 76     |
| 2014년 | 롯데  | 5.93     | 28   | 0    | 0    | 12 | 10 | 0      | 0    | 0.545 | 701  | 151 2/3 | 196    | 20     | 63   | 3    | 84     | 109  | 100    |
| 2015년 | 한화  | 4.52     | 17   | 0    | 0    | 4  | 6  | 0      | 0    | 0.400 | 406  | 91 2/3  | 96     | 9      | 38   | 4    | 56     | 52   | 46     |
| 통산   | 4시즌 | 3.99     | 105  | 2    | 1    | 42 | 27 | 0      | 1    | 0.609 | 2662 | 616 1/3 | 634    | 58     | 235  | 13   | 423    | 300  | 273    |

- 자료 출처 : KBO